# 第29回全日本吹奏楽コンクール課題曲
第29回全日本吹奏楽コンクール課題曲は、社団法人 全日本吹奏楽連盟・朝日新聞社主催「全日本吹奏楽コンクール」の第29回（1981年）大会課題曲のことである。この記事では、この年の課題曲全般について、および個々の楽曲の詳細情報について記す。

## 全般的な傾向・背景など
4曲のうち3曲が公募による入選曲である。また、前年の課題曲は日本素材による作品が多かったが、この年の[B]もその流れを汲むものである。

## (A)イリュージョン(幻想)
当時、音楽大学の学生であった鵜沢正晴が、公募に応じて作曲し、入選したものである。
作曲者は「演奏して楽しめる曲、聴いて楽しめる曲をめざした」とのこと。また、作曲者自身はこの曲を「夢の中をつっぱしる」というイメージで作った。
急・緩・急の3部形式からなる。

## (B)東北地方の民謡によるコラージュ
連盟委嘱により、櫛田胅之扶が作曲したものである。櫛田は既に「石の庭」「飛鳥」など、多数の吹奏楽曲を作曲した経験があった。
この作品は、題名通り民謡の主題を用いている。具体的には「南部牛追い歌」「津軽じょんから節」「庄内おばこ」「南部二下り甚句」などである。フュージョンやクロスオーバーの要素も取り入れている。
編成の中に和太鼓を含むのが、一つの特徴である。
　

## (C)シンフォニック・マーチ
当時ピアノ教室で働いていた斉藤正和が、公募に応じて作曲し、入選したものであるが、課題曲採用に際し、上岡洋一が補作した。
作曲者は、普通のマーチではなく、繊細な、荒々しくないマーチをめざして、この曲を作ったとのことである。
曲は、ヘ長調で始まるが、後半変ロ長調に転調し、そのまま曲が終結する。

## (D)行進曲「青空の下で」
当時大学生であった坂本智が、公募に応じて作曲し、入選したものであるが、課題曲採用に際し、藤田玄播が補作した。作曲者は前年も課題曲の応募を行ったが選外に終わったとのこと。
トリオを挟んだ3部形式からなる。曲の終結の前に、短いドラムマーチが加わる。

## 補足
(A)を作曲した鵜沢、(C)を作曲した斉藤については、他の作曲作品は明らかにされていない。ただし、この課題曲応募以前にも作曲経験があることは、下記参考資料にて述べられている。

## 参考資料
- バンドピープル（Band People、吹奏楽のヤングマガジン）1981年1月号